# Вокуль-Дабелов
Вокуль-Дабелов (нем. Wokuhl-Dabelow) — община в Германии, в земле Мекленбург-Передняя Померания.
Входит в состав района Мекленбург-Штрелиц. Подчиняется управлению Нойстрелиц-Ланд.  Население составляет 571 человек (на 31 декабря 2010 года). Занимает площадь 46,15 км².